# Brachypnoea clypealis
Brachypnoea clypealis är en skalbaggsart som först beskrevs av Horn 1892.  Brachypnoea clypealis ingår i släktet Brachypnoea och familjen bladbaggar. Inga underarter finns listade i Catalogue of Life.